# El Baúl (Guatemala)
Pour les articles homonymes, voir El Baul.
El Baúl est un site archéologique pré-colombien situé dans le département d'Escuintla au Guatemala.